# Giuseppe Soresina (calciatore)
Giuseppe Soresina (Mantova, 3 settembre 1894 – Mantova, 29 giugno 1975) è stato un calciatore italiano, di ruolo attaccante.

## Carriera
Centravanti cresciuto nella Vis et Virtus di Mantova passò nel novembre 1912 al Modena, dove rimase per due stagioni prima di tornare nella città virgiliana con i colori della Mantovana.